# The Best of Sade
The Best of Sade – kompilacyjny album grupy muzycznej Sade, wydany w 1994 roku przez Sony Music Entertainment.

## Lista utworów
1. "Your Love Is King" – 3:39
2. "Hang on to Your Love" – 4:29
3. "Smooth Operator" – 4:16
4. "Jezebel" – 5:28
5. "The Sweetest Taboo" – 4:25
6. "Is It a Crime" – 6:20
7. "Never as Good as the First Time" – 3:58
8. "Love Is Stronger Than Pride" – 4:16
9. "Paradise" – 3:36
10. "Nothing Can Come Between Us" – 3:52
11. "No Ordinary Love" – 7:20
12. "Like a Tattoo" – 3:37
13. "Kiss of Life" – 4:10
14. "Please Send Me Someone to Love" – 3:40
15. "Cherish the Day" – 6:17
16. "Pearls" – 4:33